# Pablo Gorgé Soler
Pablo Gorgé Soler   (Alacant, 1850 - València, 14 de juliol de 1913) fou un compositor i director d'orquestra valencià.

## Biografia
Fou fill d'un constructor i afinador d'instruments, Ramon Gorgé Molina, que treballà al teatre Principal d'Alacant. Des de petit Pablo s'interessà per la música. Tocà el flautí en la banda municipal d'Alacant, i el requint en diverses orquestres locals. El 1870 marxà a Madrid amb l'objecte de perfeccionar la seva educació musical, i formà part de l'orquestra del teatre del Príncipe Alfonso, dirigint-la en les funcions de tarda.
De retorn a Alacant fundà la banda La Lira i poc temps després organitzà el quadre de sarsuela que portava el seu nom, format majoritàriament per individus de la seva família (tenia 8 germans i 8 fills), corregent Espanya amb molts aplaudiments.
Al llarg de la seva carrera va compondre innumerables obres musicals. Junt amb el seu germà Ramon va compondre la sarsuela La mejor tierra del mundo dedicada a la seva terra natal (1890). Quasi tota la família eren músics, però el que més destacà fou el seu fill Pablo Gorgé Samper.